# Vzdělanost ve středověku

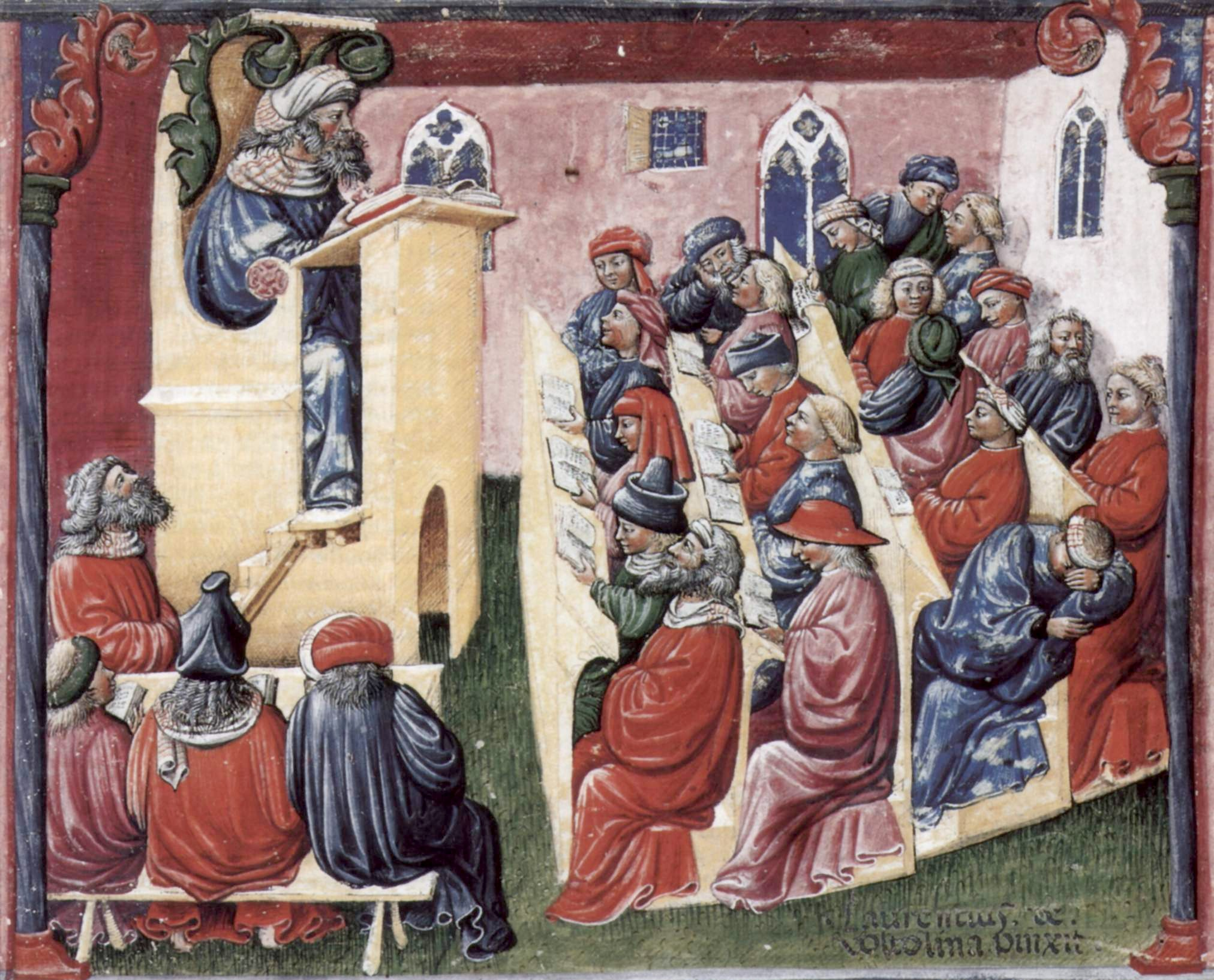
Učenec se svými žáky – středověká iluminace

Na vzdělanost ve středověku obecně nebyl kladen přílišný důraz. Především v raném středověku byla snaha získat jinou než čistě praktickou, například řemeslnou či válečnickou dovednost značně okrajovým jevem. Vzdělání se realizovalo nejprve prostřednictvím klášterů, později v městském prostředí také prostřednictvím neklášterních škol včetně prvních univerzit. Nárůst vzdělanosti byl jednou z příčin vedoucí k postupné přeměně středověké společnosti ve společnost novověkou.

## Charakter středověké vzdělanosti
Středověká vzdělanost formálně navazuje na vzdělanost antickou. Vlivem výrazné sociální a kulturní regrese po rozpadu římské říše však není navázání na antickou vzdělanost plné a kontinuální. Až do 11. století se antická vzdělanost téměř výhradně soustředila do prostředí klášterů. Se zakládáním a rozvojem měst docházelo ke vzniku škol, které nebyly vázány přímo na klášterní instituce. Tento proces vyvrcholil vznikem univerzit. Zpočátku vznikaly univerzity především v Itálii, neboť zde byl přetrvávající vliv antické kultury nejsilnější.
Středověké vzdělávání bylo univerzalistické, tj. snažící se chápat svět jako celek ve všech jeho souvislostech. Přesto i středověké univerzity poskytovaly po absolvování základní, artistické fakulty specializované studium. Základním vzdělávacím modelem bylo Sedm svobodných umění.

## Role vzdělání ve společnosti

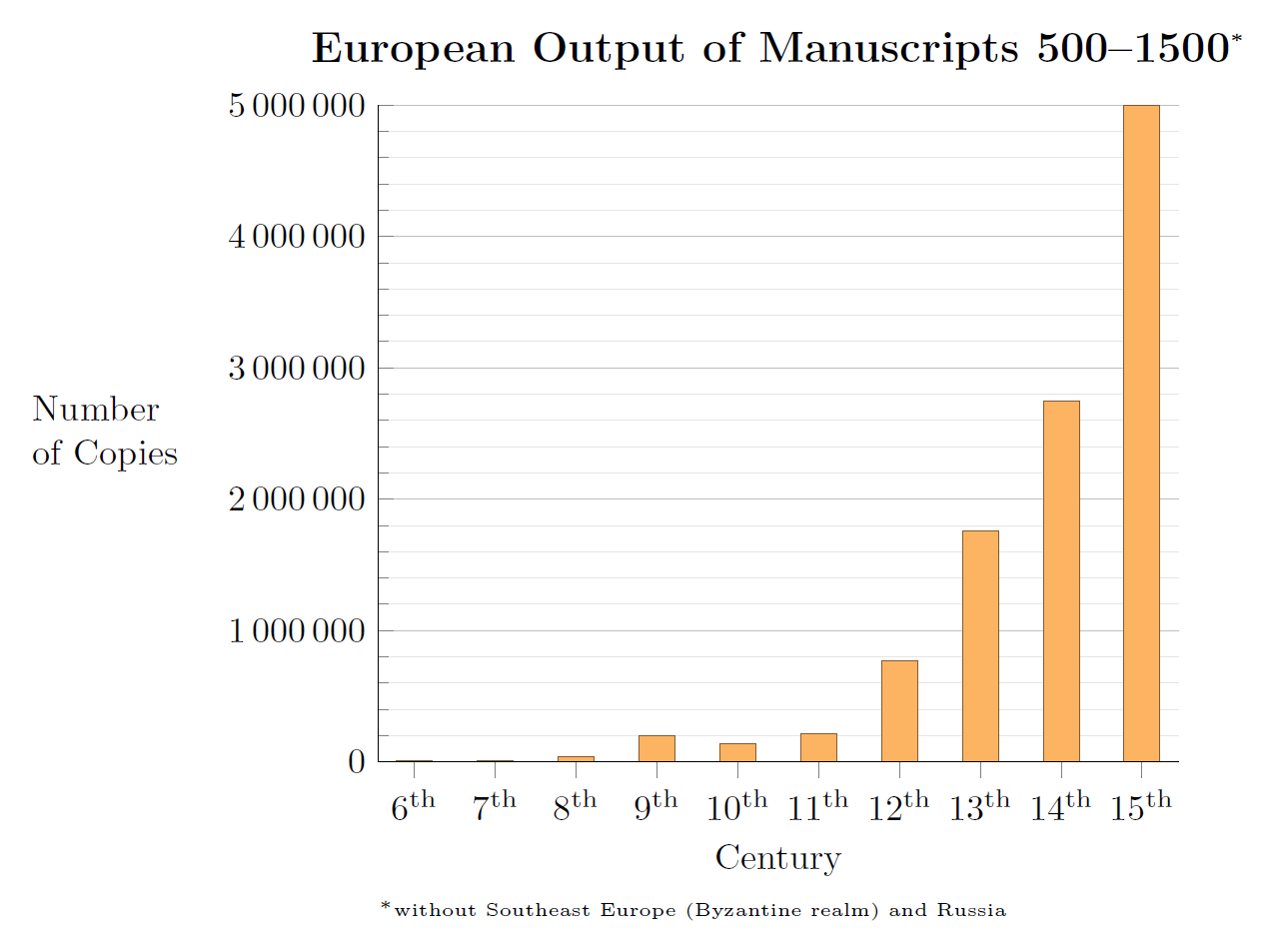
Nárůst počtu rukopisů v letech 500 až 1500 n. l.

Většina středověké společnosti byla negramotná a to včetně jejich nejvyšších světských představitelů. Vzdělanost nebyla u osob světského stavu pociťována jako nutnost. Cena pergamenu byla velká a levnější papír přišel z Číny do Evropy (přes islámský svět) až později. Ideálem byl válečník, rytíř schopný vládnout zbraněmi. Tato situace se projevila například v důrazu, který ve středověkém náboženském systému hraje výtvarné umění, vtělené do hesla: Pictura laicorum scriptura est (Obraz je písmem laiků). To se projevilo v existenci rozsáhlých malířských cyklů, pokrývajících například stěny středověkých kostelů, nebo ve zvláštním typu bohatě ilustrovaných Biblí, nazývaných Biblia pauperum (Bible chudých), kterou je například Velislavova bible, určená pravděpodobně pro krále Jana Lucemburského.

## Význam růstu vzdělanosti
Nárůst vzdělanosti podnícený již samotným vznikem měst a bezprostředně způsobený rozvojem školství a vznikem univerzit znamenal faktický konec středověké společnosti. Dokladem měnícího se společenského diskursu je například osoba všestranně vzdělaného panovníka Karla IV. Logickým projevem nárůstu gramotnosti byla na jedné straně snaha po reformě církve, způsobená faktickou možností četby bible, tj. poznáním zásadních rozporů mezi biblickými požadavky a žitou realitou středověké společnosti a církve. Tento rys dokládá postava Jana Husa a dalších kritiků středověké církve, později též Martin Luther a evropská reformace obecně. Na druhé straně vedl růst vzdělanosti také k růstu obecného poznání, které naopak vyústilo v renesanci a humanismus. Tyto, zdánlivě zcela protichůdné tendence však ve své době jako protichůdné nebyly vždy pociťovány. Příkladem člověka, který výrazně ovlivnil jak reformaci tak raný humanismus je například Erasmus Rotterdamský.